# Tom Lehrer
Thomas Andrew Lehrer, detto Tom (New York, 9 aprile 1928 – Cambridge, 26 luglio 2025), è stato un cantautore, comico, pianista e matematico statunitense, conosciuto soprattutto per le brevi canzoni umoristiche registrate negli anni cinquanta e sessanta.

## Biografia
Tom Lehrer nacque nel 1928 da una famiglia ebrea di Manhattan.
Le sue canzoni si ispirano al genere delle canzoni popolari, ma sono sempre melodie originali, tranne per The Elements in cui Lehrer canta i nomi degli elementi chimici sulle note di I Am the Very Model of a Modern Major-General dall'opera The Pirates of Penzance di Gilbert e Sullivan.

## Discografia
- Songs by Tom Lehrer (1953)
- More of Tom Lehrer (1959)
- An Evening Wasted with Tom Lehrer (1959)
- Revisited (1960)
- Tom Lehrer Discovers Australia (And Vice Versa) (1960; album distribuito in Australia)
- That Was the Year That Was (1965)
- Songs by Tom Lehrer (1966 re-recording)
- Tom Lehrer in Concert (1994;album commercializzato nel Regno Unito)
- Songs & More Songs by Tom Lehrer (1997; compilation pubblicata negli USA dei suoi primi due album più varie canzoni extra)
- The Remains of Tom Lehrer (2000)
- The Tom Lehrer Collection (2010)